# I Am One
"I Am One" é uma canção escrita por Billy Corgan e James Iha, gravada pela banda The Smashing Pumpkins.
É o single de estreia do álbum de estreia lançado a 28 de Maio de 1991 Gish.